# Аттерт (річка)
Аттерт (люксемб. Atert) — річка у Бельгії та Люксембурзі, ліва притока Альзета. Має довжину 38 км, площу басейну — 299 км².
Бере початок на висоті 406 м на території однойменного муніципалітету Аттерт в бельгійській провінції Люксембург. Протягом 6 км тече територією Бельгії, після чого перетинає кордон Люксембургу. Неподалік люксембурзького містечка Кольмар-Берг впадає до Альзета, який через Зауер, Мозель та Рейн несе свої води до Північного моря.
| Бельгія | Це незавершена стаття з географії Бельгії. Ви можете допомогти проєкту, виправивши або дописавши її. |

| Люксембург | Це незавершена стаття з географії Люксембургу. Ви можете допомогти проєкту, виправивши або дописавши її. |